# Clan del Golfo
El Clan del Golfo precedentemente chiamato Clan Úsuga, o Los Urabeños o Autodefensas gaitanistas de Colombia (AGC) sono un'organizzazione paramilitare Colombiana, impegnata nel narcotraffico e in diverse altre attività criminali. Tra i fondatori e gli uomini chiave del Clan del Golfo si contano numerosi ex leader paramilitari, provenienti in gran parte dalle Autodefensas Unidas de Colombia (AUC).
Nel 2015 il Clan del Golfo è considerato l'organizzazione criminale più potente della Colombia, potendo contare su 1200 membri solo per quanto riguarda i ranghi più alti. L'attività principale è il narcotraffico, con una rete di distribuzione costituita soprattutto da piccole gang di strada che collaborano con il Clan del Golfo anche per altre attività (estorsione, spionaggio, rappresaglie). 
Nel corso degli anni, i membri dell'organizzazione si sono distinti per l'estrema violenza impiegata nel raggiungimento e nel consolidamento del potere, facendo aumentare i tassi di omicidi nelle zone di cui assumevano il controllo. 
La base operativa il Clan del Golfo è collocabile nei dipartimenti di Antioquia, Chocó e Córdoba, mentre la loro presenza si espande fino a La Guajira, Cesar e Santander. Inoltre se ne è registrata l'ingerenza anche a Medellín e Bogotà, dove hanno più volte dato luogo a scontri e faide con i cartelli locali.

## Storia
Sebbene l'organizzazione prenda il nome dalla regione di Urabá, affacciata sul Mar dei Caraibi, le sue origini vanno ricercate nelle pianure della Colombia orientale. Questa regione è stata per diversi anni contesa tra le FARC e le AUC.
Nel 1997 Carlos e Vicente Castaño, comandanti delle AUC, inviarono delle truppe del blocco Centauros nella zona delle pianure orientali, per cercare di conquistare una parte del narcotraffico della regione. Nel 2001 il blocco Centauros fu venduto a Miguel Arroyave, un signore della guerra locale, che convinse Daniel Rendon Herrera (alias "Don Mario") a lavorare per lui nella gestione dei Centauros. 
Sotto la guida di Arroyave i Centauros divennero una delle più ricche fazioni delle AUC, grazie al controllo del narcotraffico, alla corruzione delle amministrazioni locali e alla riscossione di tributi dai rancheros locali. Ben presto entrarono però in contrasto con le Autodefensas Campesinas del Casanare (ACC), le quali iniziarono a chiamare i rivali "Urabeños" riferendosi alla provenienza di molti paramilitari operanti nell'organizzazione.
Nel giugno 2004 Don Mario abbandonò le regioni interne a causa di un contrasto con Miguel Arroyave, rifugiandosi presso il fratello Freddy "El Aleman" Rendon Herrera nella regione di Uraba. Qui Freddy era alla guida di un gruppo paramilitare, il blocco Elmer Cardenas, che fu demobilizzato nel 2006. Fu proprio in questa occasione che Don Mario reclutò numerosi degli ex membri dell'Elmer Cardenas con lo scopo di espandere il traffico di droga nel golfo di Uraba. 
Nel 2008 Don Mario era ormai diventato uno dei più ricchi e ricercati narcotrafficanti colombiani, importando cocaina via mare nei paesi caraibici e dell'America Centrale.
Il tentativo di espandersi nella provincia di Cordoba portò il Clan del Golfo a una serie di durissimi conflitti con l'Oficina de Envigado tra il 2007 e il 2009, ininterrotti fino all'arresto di Don Mario, avvenuto il 15 Aprile 2009. Allora il comando dell'organizzazione passò nelle mani dei fratelli Úsuga, Juan de Dios detto "Giovanni" e Dario Antonio detto "Otoniel", molto probabilmente collaboratori di Don Mario già negli anni '90.
I membri del Clan del Golfo si sono moltiplicati nel periodo di comando dei fratelli Úsuga, passando dai 250 circa del 2009 ai 1200 del 2014.
Il 1º gennaio 2012 Juan de Dios Úsuga fu ucciso in un raid delle forze armate colombiane, ma questo non intimorì affatto il Clan del Golfo; anzi, li portò a dichiarare uno "sciopero armato", con una violenta opposizione alle forze di polizia e con la diffusione di volantini a ribadire il proprio controllo sul territorio, portando ad una quasi totale chiusura delle attività commerciali e alla sospensione dei trasporti pubblici per 48 ore. Inoltre si dichiararono intenzionati ad offrire 1000$ per ogni poliziotto ucciso nella regione di Antioquia.
Nel dicembre 2011 il Clan del Golfo ha stipulato un contratto da 3,2 milioni di dollari con i rivali Rastrojos per il controllo di una serie di miniere illegali nella regione di Antioquia, arrivando l'anno successivo a firmare un patto di non aggressione con gli stessi Rastrojos e con i Paisas, altro gruppo rivale con cui si erano verificate faide in passato.
Nel maggio 2013 il Dipartimento del Tesoro degli Stati Uniti d'America ha inserito il Clan del Golfo nella lista delle organizzazioni di narcotraffico internazionale.
Tra la fine del 2014 e l'inizio del 2015 sono stati arrestati diversi leader del Clan del Golfo, nell'ambito di un'operazione messa in campo dal governo colombiano con lo scopo di indebolire e sconfiggere definitivamente l'organizzazione.
Secondo alcune indiscrezioni emerse nei primi mesi del 2015, il Clan del Golfo si sarebbe detto disposto a negoziare un processo di pace con il governo colombiano, probabilmente nel tentativo di partecipare alle trattative in corso tra quest'ultimo e le FARC.
Il 23 ottobre 2021, Dairo Antonio Úsuga David, detto "Otoniel", l'esponente di maggior spicco del cartello è stato catturato a Necocli in una operazione congiunta di Polizia, Aviazione e Esercito colombiani. Il Presidente colombiano Ivan Duque ne ha annunciato l'estradizione negli USA per essere sottoposto a processo per narcotraffico.

## Caratteristiche
Gli uomini di punta del Clan del Golfo provengono tutti da organizzazioni paramilitari, elemento che ha aiutato moltissimo l'organizzazione ad espandersi e consolidare il proprio controllo. La disciplina militare che contraddistingue il gruppo è uno dei suoi principali motivi di forza: la ristretta cerchia di comando, costituita da pochi uomini fidati, evita lo scoppio di conflitti interni, che invece sono molto frequenti tra i rivali dell'Oficina de Envigado e tra i Paisas. 
I membri dell'organizzazione si occupano soprattutto del controllo di macroaree territoriali, affidando le fasi finali del narcotraffico, le estorsioni e gli assassinii a piccole gang locali man mano che il Clan del Golfo si espandono territorialmente. Questa tattica di reclutamento è stata osservata soprattutto a Medellín, permettendo al Clan del Golfo di combattere un conflitto indiretto con l'Oficina, sfruttando piccole gang locali e fornendo loro il necessario per assumere il controllo delle zone controllate dai rivali.
Il clan del Golfo ha reclutato complici ai più alti livelli della gerarchia militare, come generali e colonnelli.
Nata dal paramilitarismo, l'organizzazione continua a prendere di mira in modo specifico i partiti politici, i sindacati e le associazioni di sinistra. È uno dei principali responsabili di uccisioni selettive di leader comunitari e sociali, attivisti politici di sinistra e sfollamenti forzati. Nell'ottobre 2017 ha pubblicato un pamphlet intitolato "Piano di pistole contro l'Unione Patriottica" in cui minacciava di morte i membri di questo partito politico o delle ONG.